# Barettlikette

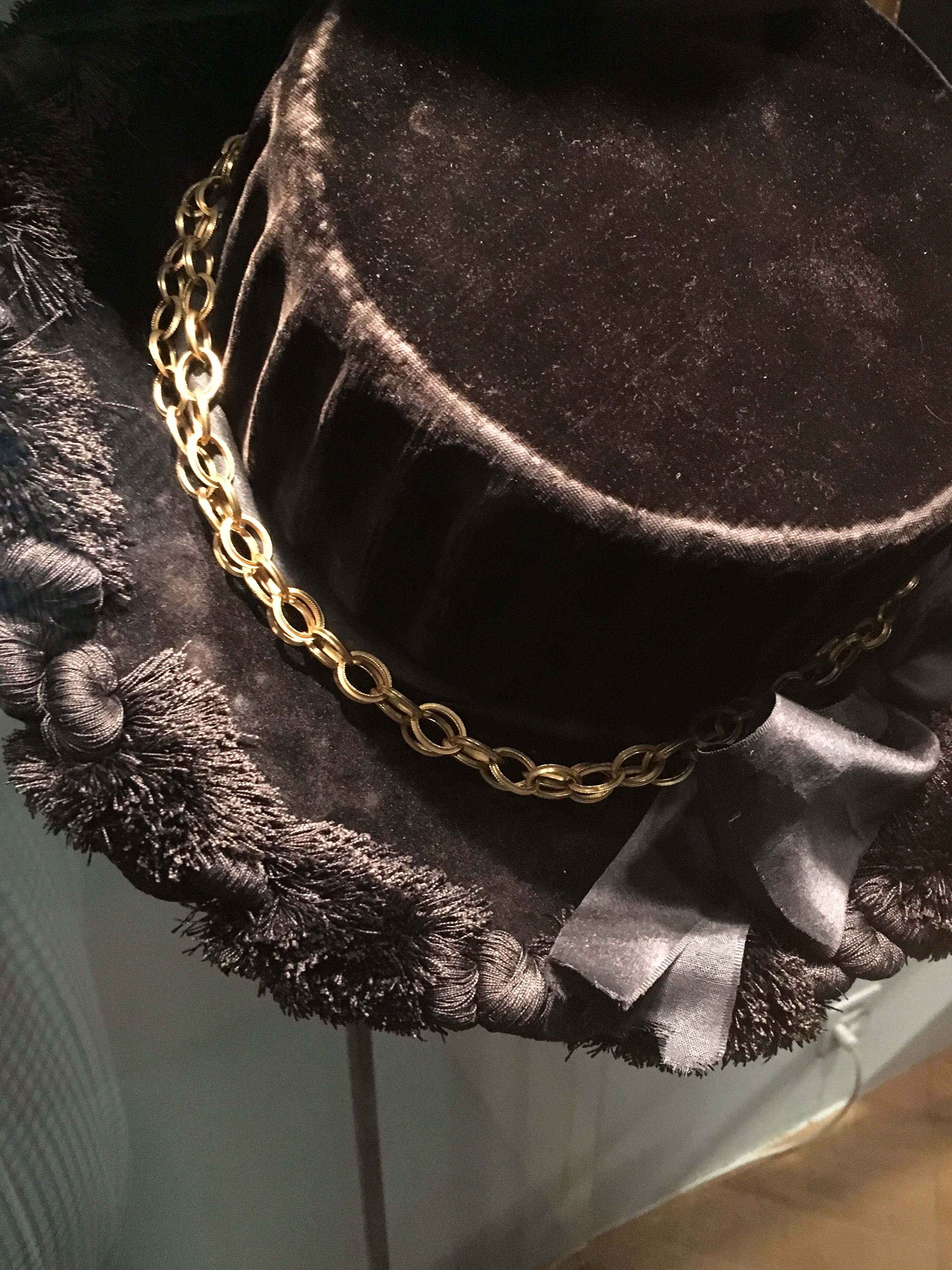
Barett mit Barettlikette (Bernisches Historisches Museum)

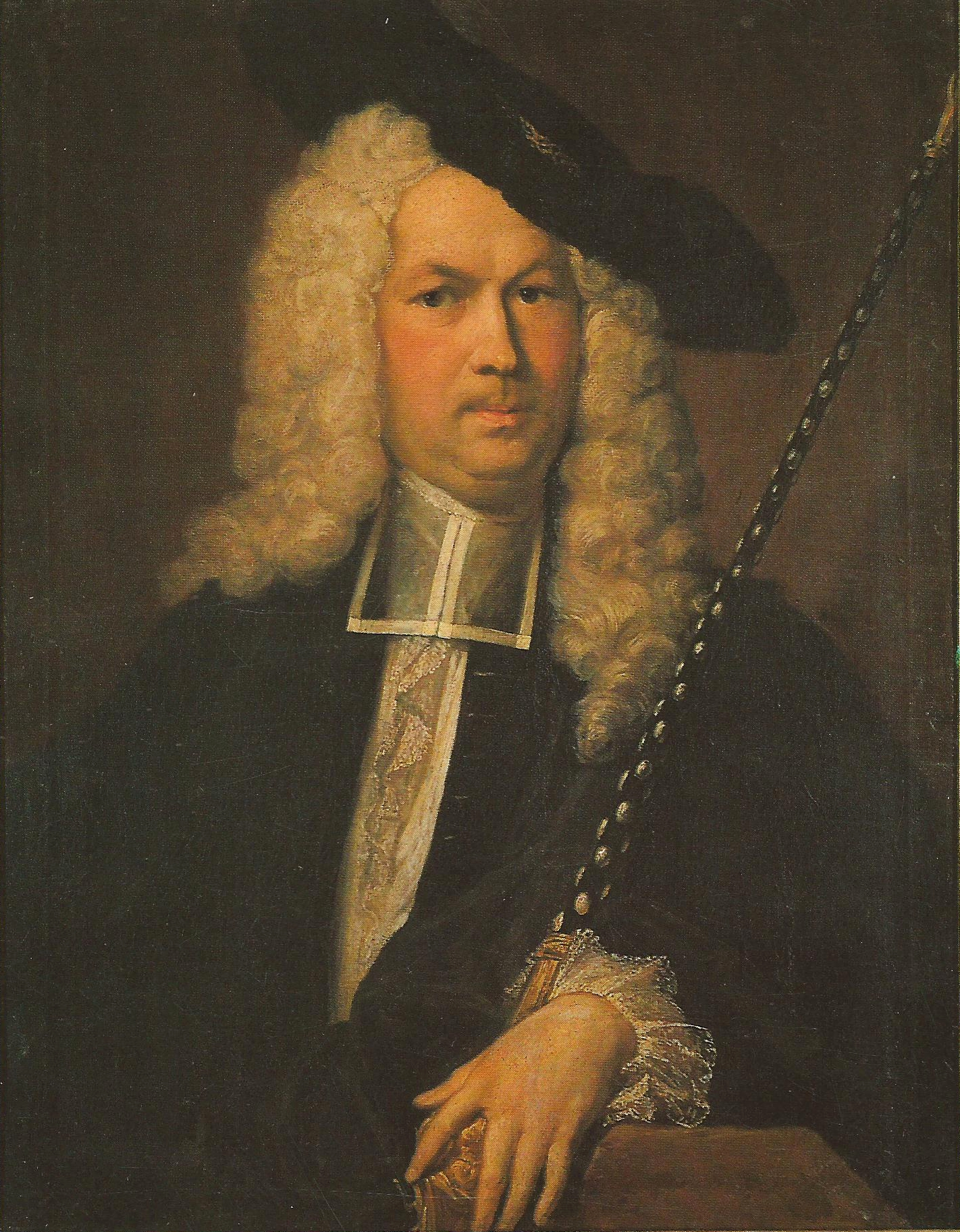
Barettlikette am Barett des Berner Grossweibels Samuel Küpfer (1687–1765), Gemälde von Johann Rudolf Huber (1732)

Als Barettlikette wird in Bern eine Kette von ovalen, goldenen Gliedern bezeichnet, die im Ancien Régime von den Ratsherren mehrfach gewickelt über dem Hutband des Baretts getragen wurde.
Die Glieder der Barettliketten haben gewöhnlich ein Kreuzprofil, abwechselnd in verdrehter Weise. Bevor die goldenen Ehrenketten als Hutketten verwendet wurden, trug man sie als Leibketten. Die Berner Ludwig von Diesbach (1512), Hans Franz Nägeli (1554) oder Hans Steiger (1568) tragen auf ihren Porträts eine einfache Kette mit schweren Gliedern um den Hals. Im 17. Jahrhundert wurden derartige Ketten in grösserer Ausführung mehrfach von Würdenträgern über die Schultern gewickelt, meist als Ehrenkette, mit einer goldenen Medaille versehen, beispielsweise der Schultheiss Hans Rudolf Sager (um 1620). Porträts mit goldenen, um den Oberkörper gewickelte Goldketten kommen in Bern bis ungefähr 1650 vor. Anna Wyttenbach trägt 1625 eine fünffach gewickelte Kette.
Seit dem 19. Jahrhundert werden die Ketten – meist in gekürzter Form – von Damen als Hals- oder Armketten getragen. Die Verschlüsse in Herzform sind wohl eine spätere Zutat.